# Munhar
Munhar (sinh ngày 5 tháng 10 năm 1986) là một cầu thủ bóng đá người Indonesia thi đấu ở vị trí hậu vệ cho Madura United ở Liga 1.

## Sự nghiệp
Ngày 4 tháng 12 năm 2014, anh ký hợp đồng với Persebaya Surabaya.